# Condado de Casa Moré
El condado de Casa Moré es un título nobiliario español creado por el monarca Alfonso XII en favor de José Eugenio Moré y de la Bastida, consejero de administración en la sección de Hacienda de la Isla de Cuba, senador del reino por la provincia de La Habana etc., el 18 de abril de 1879 por real decreto y el 27 de junio del mismo año por real despacho.
Actualmente, el título se encuentra caducado.

## Condes de Casa Moré
|                          | Titular                           | Periodo                  |
| Creación por Alfonso XII | Creación por Alfonso XII          | Creación por Alfonso XII |
| ------------------------ | --------------------------------- | ------------------------ |
| I                        | José Eugenio Moré y de la Bastida | 1879-1890                |
| Título caducado          |                                   |                          |

## Historia de los condes de Casa Moré
- José Eugenio Moré y de la Bastida, Molina y Guzmán de Zafriño, (Santa Marta, Virreinato de Nueva Granada, 6 de septiembre de 1808 - La Habana, Cuba, 9 de octubre de 1890), I conde de Casa Moré, comendador de la Orden de Carlos III, grandes cruces de las Órdenes del Mérito Militar y de Isabel la Católica, miembro de la Sociedad Económica de Amigos del País,[3] senador del reino por la provincia de La Habana, consejero de administración en la sección de Hacienda de Cuba, coronel del I Batallón de Cazadores de la plaza de La Habana, presidente del partido Unión Constitucional en esa misma ciudad etc.[4] Era hijo del teniente coronel Vicente Moré, que fue Regidor Alférez Real de la ciudad de Santa Marta y caballero de la Orden de Isabel la Católica, y de María Magdalena de la Bastida Guzmán y Zafriño.[3]

Casó el 18 de junio de 1842, en la parroquia del Pilar de la ciudad de La Habana, con María Mercedes Ajuria y Munar, dama noble de la Banda de María Luisa.